# Bécassine malgache
Gallinago macrodactyla
Espèce
Statut de conservation UICN

 VU C2a(ii) : Vulnérable
La Bécassine malgache (Gallinago macrodactyla) est une espèce d'oiseau appartenant au groupe des limicoles et à la famille des Scolopacidae.

## Description
Cet oiseau mesure environ 26 cm de longueur. Il ne présente pas de dimorphisme sexuel.
Le dessus de la tête de cette espèce est noir marqué de trois bandes fauves : une médiane et deux latérales. Les lores sont noirs. Les joues sont fauves finement piquetées de brun. Le menton et la gorge sont beige très clair. Le bec droit est très long (11 cm) et de couleur jaune sombre sur les deux tiers et noir à l'extrémité. Les iris sont bruns, tout comme les tarses et les doigts. Les parties supérieures du corps (y compris les ailes à l'exception des rémiges primaires brun sombre) sont brun noir striées de beige. La poitrine est beige ponctuée de brun, le ventre beige très clair, les flancs et les sous-caudales blanchâtres fortement striées de brun. La queue courte est barrée de roux vif et de noir.

## Répartition
La Bécassine malgache est endémique de Madagascar.